# Бернерс, Джулиана
Джулиана Бернерс (даты жизни неизвестны, ок. 1388 или 1400 — ок. 1460) — полулегендарная английская писательница XV века, автор трудов по геральдике, охоте, соколиной охоте и рыболовству. Считается первой в истории женщиной, написавшей работы по подобным темам.
О её жизни достоверных сведений не сохранилось. Есть предположение, что она была дочерью сэра Джеймса Бернерса и воспитывалась при дворе, но после казни последнего была отдана в монастырь около Сент-Олбанса, впоследствии став его настоятельницей. Несмотря на монашеский образ жизни, она не смогла отказаться от своих прежних привычек, включавших различные виды охоты, рыбалку и гимнастику.
Её произведения впервые были изданы в 1486 году и пользовались популярностью в XVI веке, впоследствии переиздавались и в XIX.
- Эта статья (раздел) содержит текст, взятый (переведённый) из одиннадцатого издания «Британской энциклопедии», перешедшего в общественное достояние.